# Operação Provide Relief
A Operação Provide Relief fez parte de uma iniciativa endossada pelas Nações Unidas, denominada Unified Task Force (UNITAF), para garantir e facilitar a entrega de ajuda humanitária ao povo somali durante a Guerra Civil da Somália. Este esforço foi auxiliado pela missão UNOSOM I no verão de 1992 devido à grave crise alimentar iniciada e exacerbada por confrontos entre facções.
A operação foi liderada pelos Estados Unidos e outras nações ocidentais que forneceram apoio às suas tropas. No entanto, a maior parte do material de socorro foi saqueado por militantes logo após a chegada. Isso levou a ONU a aprovar a Resolução 794, que preparou o caminho para uma operação multinacional mais robusta: a Operação Restore Hope.